# Interzone (groupe)
 (mars 2022).
Pour les articles homonymes, voir Interzone.

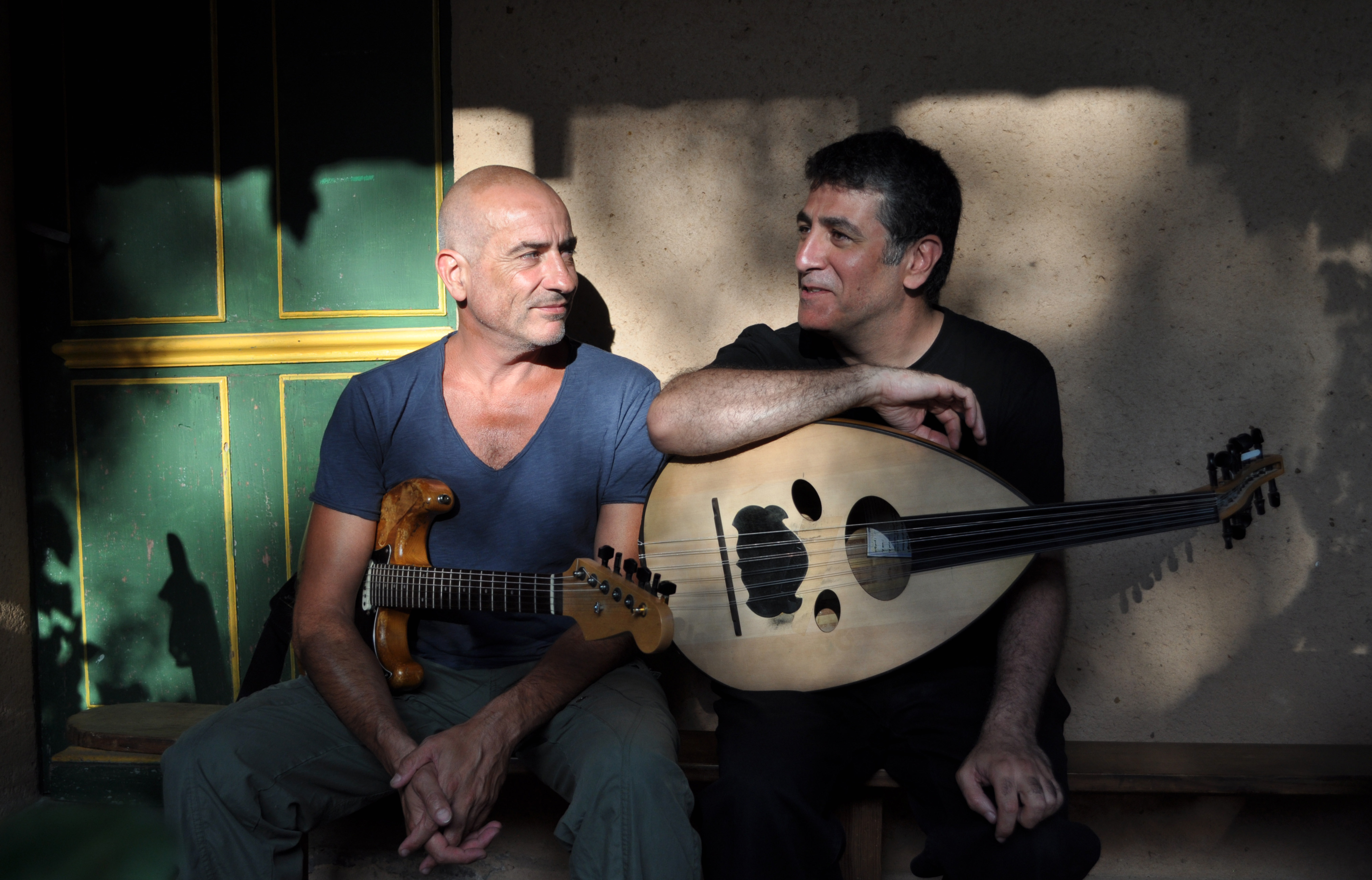
Interzone en 2012

Interzone est un groupe de musique né de la rencontre entre Serge Teyssot-Gay (ancien guitariste du groupe Noir Désir) et Khaled AlJaramani (un joueur d'oud syrien cofondateur du groupe Bab Assalam) auxquels se joignent ponctuellement d'autres artistes.

## Historique
Serge Teyssot-Gay et Khaled AlJaramani se sont rencontrés en 2002 lors d'une tournée de Noir Désir au Moyen-Orient. C'est à Damas, lors d'une soirée organisée par Sylvain Fourcassié (remercié dans le premier album Interzone ) que germe dans les esprits des deux musiciens l'idée d'une collaboration artistique. D'autres chanteurs et musiciens ont collaboré avec Interzone tels que Keyvan et Bijan Chemirani, Noma Omran, Tari Akhbari, Gaguik Mouradian, Gilles Andrieux, Mohamed Osman, et sur Interzone Extended Marc Nammour (La Canaille), Carol Robinson et Médéric Collignon.